# روبرت التر
روبرت التر (آلمانی: Robert Elter; ۲۰ آوریل ۱۸۹۹ – ۲ مهٔ ۱۹۹۱) بازیکن فوتبال اهل لوکزامبورگ بود.
وی همچنین در تیم ملی فوتبال لوکزامبورگ بازی کرده‌است.